# Alison Mercer
Alison Ruth Mercer (* 1954 in Taihape, Neuseeland) ist eine neuseeländische Zoologin und Hochschullehrerin. Sie ist emeritierte Professorin an der University of Otago. Als Neuroethologin ist sie für ihre Arbeit über die Gehirnfunktion und das Verhalten der Honigbiene (Apis mellifera) bekannt, hier insbesondere für ihre Studien zur Dopaminsignalisierung im Gehirn von Honigbienen, ihrer Rolle beim assoziativen olfaktorischen Lernen und ihrer Modulation durch ein Mehrkomponentenpheromon, das von Bienenköniginnen produziert und freigesetzt wird.

## Leben und Werk

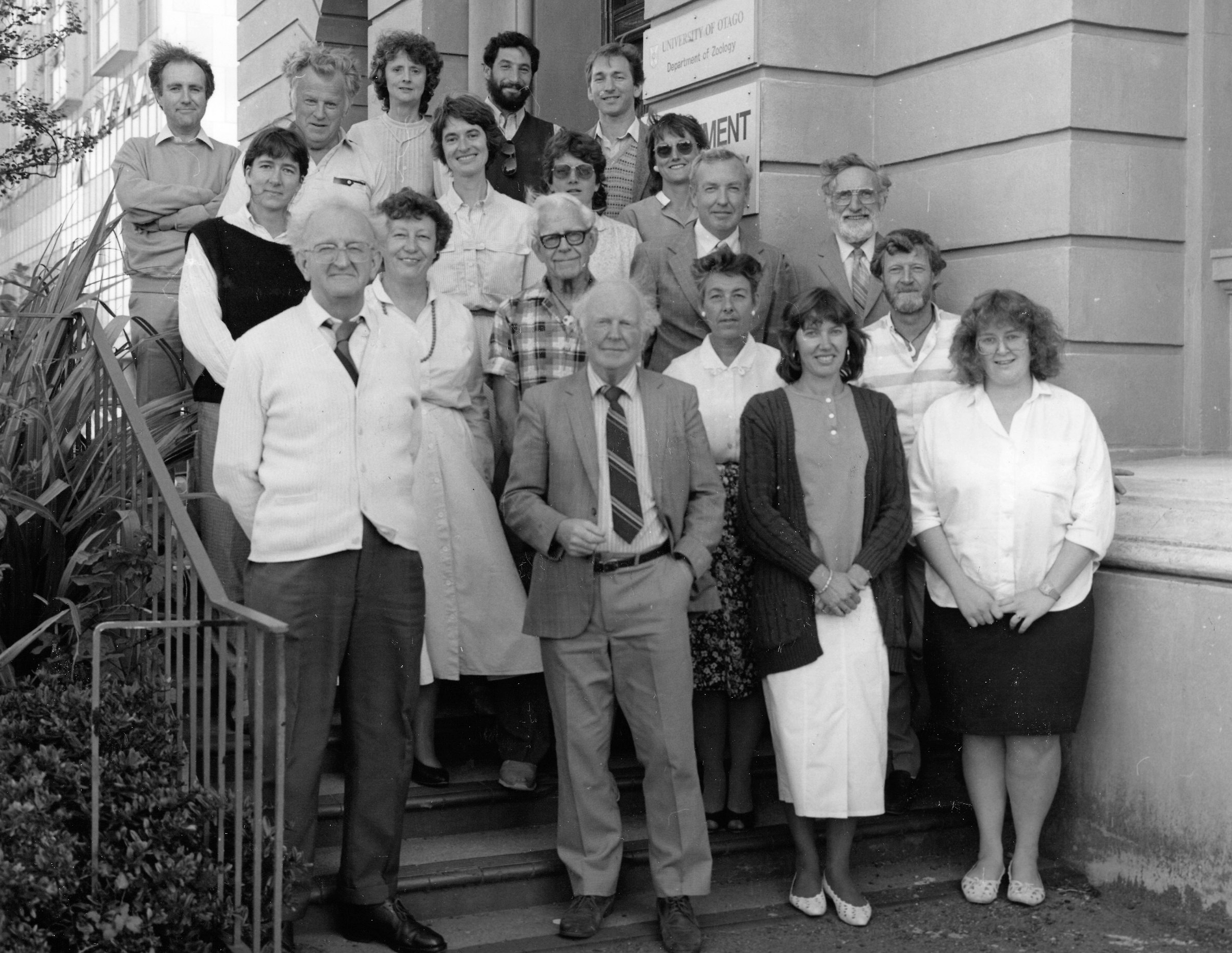
Mitarbeiterfoto der Zoologischen Abteilung der University of Otago auf den Stufen des Marples-Gebäudes im Jahr 1987. Mercer: 2. Person von links

Mercer schloss ihr Studium 1976 an der University of Otago mit einem Bachelor of Science in Zoologie mit Auszeichnung ab und promovierte dort 1979 in Neurobiologie mit der Dissertation Visceral innervation in molluscs.
Sie forschte als Postdoktorandin in Neurobiologie an der Freien Universität in Berlin, bevor sie 1982 an die University of Otago ging. 1992 wurde sie auf eine Adjunct position an der University of Arizona berufen.
Mercer forscht am Zoologischen Institut Te Tari Mātai Kararehe und am Brain Health Research Center Te Pokapū Rakahau Hauora Hinekaro an der University of Otago, wo sie das Gehirn und das Verhalten von Honigbienen, Entwicklungsgenetik, Lernen, Gedächtnis untersucht. Seit 2018 ist sie emeritierte Professorin an der University of Otago.

## Forschung
Ihre Forschungen beschäftigen sich mit dem Gehirn und Verhalten von Honigbienen, Entwicklungsgenetik, der modulierenden Rolle biogener Amine und deren Beitrag zur Regulierung der neuronalen Entwicklung, Olfaktion und der zentralen Verarbeitung olfaktorischer Informationen, Lernen und Gedächtnis.
Unter ihrer Leitung entdeckte ihr Team, dass die Einwirkung von Königinnenpheromonen auf junge Arbeitsbienen die Chemie ihres Gehirns verändert, wobei ein direkter Zusammenhang zwischen diesen Veränderungen in der Gehirnbiochemie und komplexem Verhalten besteht.
Sie forschte und veröffentlichte auch über die Varroamilbe, einen Parasiten der Honigbiene. Die Ankunft der Varroamilbe in Neuseeland führte zu Studien, die zeigten, dass die Ankunft der Varroamilbe mit einem Anstieg sowohl der Diversität der Honigbienenviren in Neuseeland als auch der Viruslast bei neuseeländischen Bienen korrelierte. Bienen, die ihr Volk durch varroaempfindliches Hygieneverhalten gegen die Milbe verteidigen, haben die Fähigkeit, gesunde Brutgerüche von Brutgerüchen zu unterscheiden, die Varroa-verwandte Verbindungen enthalten. Diese Fähigkeit fehlt den meisten Arbeiterbienen von Apis mellifera offenbar.
Mercer war Mitglied des internationalen wissenschaftlichen Beirats des Max-Planck-Instituts für chemische Ökologie in Jena, des Herausgebergremiums des Journal of Comparative Physiology und Präsidentin der International Society of Neuroethology.

## Ehrungen (Auswahl)
- 2002: Fellow der Royal Society of New Zealand[4]
- 2008: Officer of the New Zealand Order of Merit
- 2022: Mitglied der National Academy of Sciences[5]

## Veröffentlichungen (Auswahl)
- Randolf Menzel, Alison Mercer (Hrsg.): Neurobiology and Behavior of Honeybees. Springer-Verlag, Berlin 1987, ISBN 3-540-16950-4.
- mit E. Urlacher, J.-M. Devaud: Changes in responsiveness to allatostatin treatment accompany shifts in stress reactivity in young worker honey bees. Journal of Comparative Physiology A, 205, 2019, S. 51–59. doi:10.1007/s00359-018-1302-0
- mit D. Jarriault, J. Fuller, B. I. Hyland: Dopamine release in mushroom bodies of the honey bee (Apis mellifera L.) in response to aversive stimulation. Scientific Reports, 8, 2018, S. 16277. doi:10.1038/s41598-018-34460-1
- mit J. M. Iwasaki, B. I. P. Barratt, J. M. Jandt, T. W. D. Jowett, J. M. Lord, K. J. M. Dickinson: Honey bees do not displace foraging bumble bees on nectar-rich artificial flowers. Apidologie, 51, 2020, S. 137–146. doi:10.1007/s13592-019-00690-z